# Brekke sluser
59°8′52.900″N 11°33′27.750″Ø / 59.14802778°N 11.55770833°Ø
Brekke sluser er et sluseanlæg ved Haldenkanalen i Norge. Med sine 26,6 m total løftehøjde i fire kamre er Brekke Nordeuropas højeste sluseanlæg.
Sluseanlægget blev bygget under ledelse af bygmesteren ved Haldenkanalen Engebret Soot og stod færdig i 1852, men allerede i 1861 blev det ødelagt af oversvømmelser. Først i 1877 blev det genopbygget. Det nuværende anlæg stod færdig i 1924, da vandfaldene i Stenselva blev samlet i Brekke sluser og Krappeto, som lå længere oppe blev oversvømmet, da dæmningen ved Brekke og den nedre del af Stenselva blev  hævet 14 m, i forbindelse med vandkraftanlæg. Samtidig blev Brekke kraftstation færdigbygget. Sluserne blev benyttet til tømmertransport helt til 1982, da lastbiler overtog al transport.
Sluserne kunne tage både op til 26 m længde, 6 m bredde og 1,6 m dybde.